# Lasioderma multipunctatum
Lasioderma multipunctatum is een keversoort uit de familie klopkevers (Anobiidae). De wetenschappelijke naam van de soort is voor het eerst geldig gepubliceerd in 1999 door Toskina.